# Hawaiian Open 1975
L'Hawaiian Open 1975 è stato un torneo di tennis giocato sul cemento. È stata la 2ª edizione dell'Hawaiian Open, che fa parte del Commercial Union Assurance Grand Prix 1975. Si è giocato a Maui negli Stati Uniti, dal 29 settembre al 5 ottobre 1975.

## Campioni

### Singolare
Jimmy Connors ha battuto in finale  Sandy Mayer con il punteggio di 6–1, 6–0

### Doppio
Fred McNair /  Sherwood Stewart hanno battuto in finale  Jeff Borowiak /  Haroon Rahim con il punteggio di 3–6, 7–6, 6–3